# VICI-subsidie
Een VICI-subsidie is een Nederlandse subsidie die bestemd is voor excellente ervaren senior onderzoekers die al eerder jonge onderzoekers hebben begeleid. Ze moeten aantoonbaar hun eigen innovatieve onderzoekslijnen kunnen  ontwikkelen en geschikt zijn als coach. Ze mogen hun eigen onderzoeksgroep opbouwen en kunnen daarvoor maximaal €1,5 miljoen ondersteuning krijgen. De regeling wordt uitgevoerd door de Nederlandse Organisatie voor Wetenschappelijk Onderzoek (NWO).)